# Muscle subcostal
Les muscles subcostaux (ou muscles sous-costaux) sont des muscles respiratoires accessoires situés sur la face interne de la paroi postérieure du thorax.

## Description
Les muscles subcostaux sont de petits muscles minces et rubanés situés sur la face profonde des espaces intercostaux inférieurs.
Ils naissent de la face médiale d'une côte pour se terminer sur la face mésiale de la côte sous-jacente ou celle au-dessous de cette dernière.

## Innervation
Les muscles subcostaux sont innervés par les nerfs intercostaux correspondants.

## Fonction
Les muscles subcostaux ont pour action d'abaisser les côtes afin de faire une expiration forcée.